# وحدت يك (مقاطعة فهرج)
وحدت يك (بالإنجليزية: Tolombeh-ye Vahdat-e Yek)‏ هي مستوطنة تقع في ناحية نغين كوير في إيران. يقدر عدد سكانها بـ 46 نسمة .